# Amok (pel·lícula de 1944)
Amok és una pel·lícula mexicana de drama romàntic estrenada en 1944, dirigida per Antoni Monplet i Guerra i protagonitzada per María Félix i Julián Soler. La pel·lícula està basada en la novel·la Amok o el boig de Malàisia escrita per l'austríac Stefan Zweig.

## Sinopsi
El Dr. Jorge Martell (Julián Soler) malversa els fons de la seva clínica parisenca, amb la finalitat de complaure els capritxos de la seva manipuladora amant, la Senyora Travis (María Félix). Després de perdre tots els diners, es veu obligat a fugir a una regió subdesenvolupada de la l'Índia. Allí, es tracta de pal·liar els embats d'una malaltia que els nadius denominen "Amok", mentre que els seus errors del passat encara li turmenten, sobretot quan una misteriosa dona, la Senyora Belmont (María Félix), es presenta en el seu consultori perquè li realitzi un avortament. La sorprenent semblança física de la dona amb el seu anterior amant, l'acabarà per embogir.

## Repartiment
- María Félix com a Senyora Travis / Senyora Belmont.
- Julián Soler com SDr. Jorge Martell
- Stella Inda com a Tara.
- Miguel Ángel Ferriz Sr. com a Senyor Governador.

## Comentaris
És l'única cinta on María Félix apareix rossa.